# Wal (Schnellboot)
Das Kleinstschnellboot Wal war ein drei Prototypen umfassendes Projekt der deutschen Kriegsmarine gegen Ende des Zweiten Weltkrieges.

## Entwicklungsgeschichte

### Wal I
Die Entwicklung des Torpedoschnellbootes Wal geht auf die Forderung der Kleinkampfverbände im Oberkommando der Marine zurück, ein Schnellboot zu konzipieren, das von dem Lastensegler Go 242 an jeden beliebigen Einsatzort transportiert werden konnte, um somit seinen Aktionsradius beträchtlich zu erweitern. Im Ergebnis dieser Forderung wurde im Sommer 1944 der erste Entwurf des Wal von F. W. Wendel präsentiert. Das vollgeschweißte Stahlboot hatte einen Fahrbereich von 300 sm. Seine Primärbewaffnung bestand zunächst aus 45 cm durchmessenden Flugzeugtorpedos des Typs F5b, die durch Hecktorpedoröhren abgeschossen werden sollten. Jedoch erwiesen sich diese für das Boot als zu schwer, so dass ein Torpedo in Eigenkonstruktion konzipiert werden musste. Dieser Torpedo wog 320 kg und erwies sich im Schusstest als sehr zuverlässig (150 Probeschuss, 1 Versager). Seine Detonation erfolgte mittels einfachem Schlagbolzenzünder. Als Eigenschutz für die Besatzung standen ein 13-mm-Maschinengewehr sowie zwei Raketenwerfer, die, je nach Situation mit Spreng-, Splitter-, Fallschirm- und Nebelmunition geladen werden konnten, zur Verfügung. Bei Fahrtests konnte der Wal mit Torpedos eine Spitzengeschwindigkeit von 39 kn erreichen, ohne Torpedos 42 kn. Allerdings wurde der Bootstyp vom Oberkommando der Marine (OKM) abgelehnt. Es äußerte starke Bedenken hinsichtlich seiner Stufenkonstruktion, die die Seefähigkeit herabsetzte sowie die Besorgnis hinsichtlich des Festigkeitsproblems sowie der Dichtungen im Stufenbereich des Bootes.

### Wal II
Um die Schwächen des Vorgängermodells zu beseitigen, entwarf Wendel den Wal II. Das Boot bestand aus Stahlblech und wurde ebenfalls von der Boitzenburger Werft konstruiert. Seine Länge betrug 10 Meter, wobei alle anderen Grundmaße und die Primär- wie Eigenbewaffnung gleich blieben. Der Antrieb wurde weiterhin von einem 700 PS starken Flugzeugmotor gewährleistet, der das Boot mit Torpedos auf 38 kn brachte, ohne Torpedos auf 42 kn. Seeerprobungen zeigten, dass der Wal II bis Seestärke 3 problemlos gehandhabt werden konnte. Allerdings wurde der Modelltyp erneut vom OKM abgelehnt, dieses Mal mit dem Verweis auf den Stahlmangel im 5. und 6. Kriegsjahr. Wendel entwarf daraufhin einen dritten Typ, den Wal III.

### Wal III
Der Bootskörper des Wal III bestand – der Forderung des OKM folgend – aus Holz. Die Hauptmaße des Bootes blieben im Vergleich zum Wal II gleich, ebenso die Primär- wie Eigenbewaffnung. Die Besatzung wurde jedoch von zwei auf drei bis vier Mann aufgestockt, um einen Wachwechsel bei längeren Einsatzfahrten zu ermöglichen. Ein 600 PS starker Flugzeugmotor brachte den Wal III bei Probefahrten auf 35 kn mit Torpedos und auf 38 kn ohne Torpedos. Der unbefriedigenden Höchstgeschwindigkeit begegnete man mit einem 800-PS-Flugzeugmotor, der die Geschwindigkeit des Wal III nur minimal anhob. So waren jetzt mit Torpedos 39 kn und ohne 42 kn möglich.

### Aufgabe des Projekts
Im Winter 1944/45 erfolgte ein angesetzter Vergleichstest zwischen den Torpedoschnellbooten Hydra, Kobra, Schlitten und dem Wal III mit dem Ergebnis, dass die Hydra hinsichtlich ihres Seeverhaltens und der Schalldämpfung den Test gewann. Aus diesem Grunde wurde das Projekt des Wal zugunsten der Hydra eingestellt.